# Norman Simmons
Norman Sarney Simmons (* 6. Oktober 1929 in Chicago, Illinois; † 13. Mai 2021 in Lakewood Township, New Jersey) war ein amerikanischer Jazzpianist, der von Sängerinnen als Begleiter geschätzt wurde und eine Art Alter Ego von Joe Williams war. Er war zudem ein gefragter Arrangeur und hat Martin Kunzler zufolge mit seiner Orchestrierung von Wade in the Water für das Tentett von Johnny Griffins „Jazzgeschichte geschrieben.“

## Leben und Wirken
Simmons studierte von 1945 bis 1949 an der Chicago School of Music und trat zunächst mit einem Trio nach dem Vorbild des Nat-King-Cole-Trios auf, dem auch der junge Gitarrist Roland Faulkner angehörte. Er spielte dann mit Clifford Jordan, bevor er 1953 Mitglied der Band von Paul Bascomb war. 1953 entstanden erste Aufnahmen, als er in der Begleitcombo der Sängerin Dinah Washington spielte („My Man’s an Undertaker“). Anschließend arbeitete er als Hauspianist im Chicagoer Jazzclub Bee Hive (1953 bis 1956) und in der C & C Lounge (1957 bis 1959) und begleitete Solisten wie Wardell Gray, Dakota Staton und Ernestine Anderson. 1956 spielte er mit seinem Trio ein Debütalbum ein, Norman Simmons Trio, das bei Argo erschien. Er zog dann nach New York City, wo er ab 1959 als Arrangeur für das Riverside-Label arbeitete und im Quintett von Eddie Lockjaw Davis und Johnny Griffin musizierte. Ab 1969 begleitete er Carmen McRae, danach Betty Carter (bis 1971), dann mit Anita O’Day und Helen Humes, um dann ab 1979 für mehrere Jahre als Pianist von Joe Williams tätig zu sein, mit dem er auch dessen Album Ballad and Blues Master einspielte.
Mitte der 1980er-Jahre zog sich der Pianist, der zuletzt wieder mit Trio aufgetreten war, vom Tourneeleben zurück und konzentrierte sich wieder auf das Arrangieren. Ab 1982 lehrte er als Professor am William Paterson State College, später an der New School. 1992 tourte er mit der Philip Morris Superband und Nnenna Freelon. Er hat auch mit Red Rodney, Roy Eldridge, Houston Person, Frank Wess, Warren Vaché, Etta Jones, Red Holloway, Scott Hamilton, Al Grey, Dakota Staton, Carol Sloane und Harold Ashby aufgenommen. Im Bereich des Jazz war er laut Tom Lord zwischen 1953 und 2011 an 132 Aufnahmesessions beteiligt, zuletzt mit der Duke Ellington Legacy um Virginia Mayhew.

## Diskographische Hinweise
- Ramira the Dancer (1976), mit Lisle Atkinson, Al Harewood, Ralph Dorsey
- Midnight Creeper (1979), mit Lisle Atkinson, Al Harewood
- I’m ... The Blues (1980), mit Jimmy Owens, Clifford Jordan, Lisle Atkinson, Al Harewood
- 13th Moon (1986), mit Jimmy Owens, Frank Wess, Dave Samuels, Lisle Atkinson, Al Harewood, Bobby Sanabria, Ralph Dorsey, Robert Davis bzw. Howard Alden, Gerryck King
- The Art of Norman Simmons (2000), mit Eric Alexander, Henry Johnson, Paul West, Paul Wells
- Synthesis (Savant, 2003), mit Eric Alexander, Henry Johnson, Lisle Atkinson, Paul Wells, Kevin Jones
- In Private (Savant, 2004), mit Lisle Atkinson, Paul Humphrey

## Lexigraphische Einträge
- Martin Kunzler: Jazz-Lexikon. Band 2: M–Z (= rororo-Sachbuch. Bd. 16513). 2. Auflage. Rowohlt, Reinbek bei Hamburg 2004, ISBN 3-499-16513-9.